# JR貨物UT5E形コンテナ

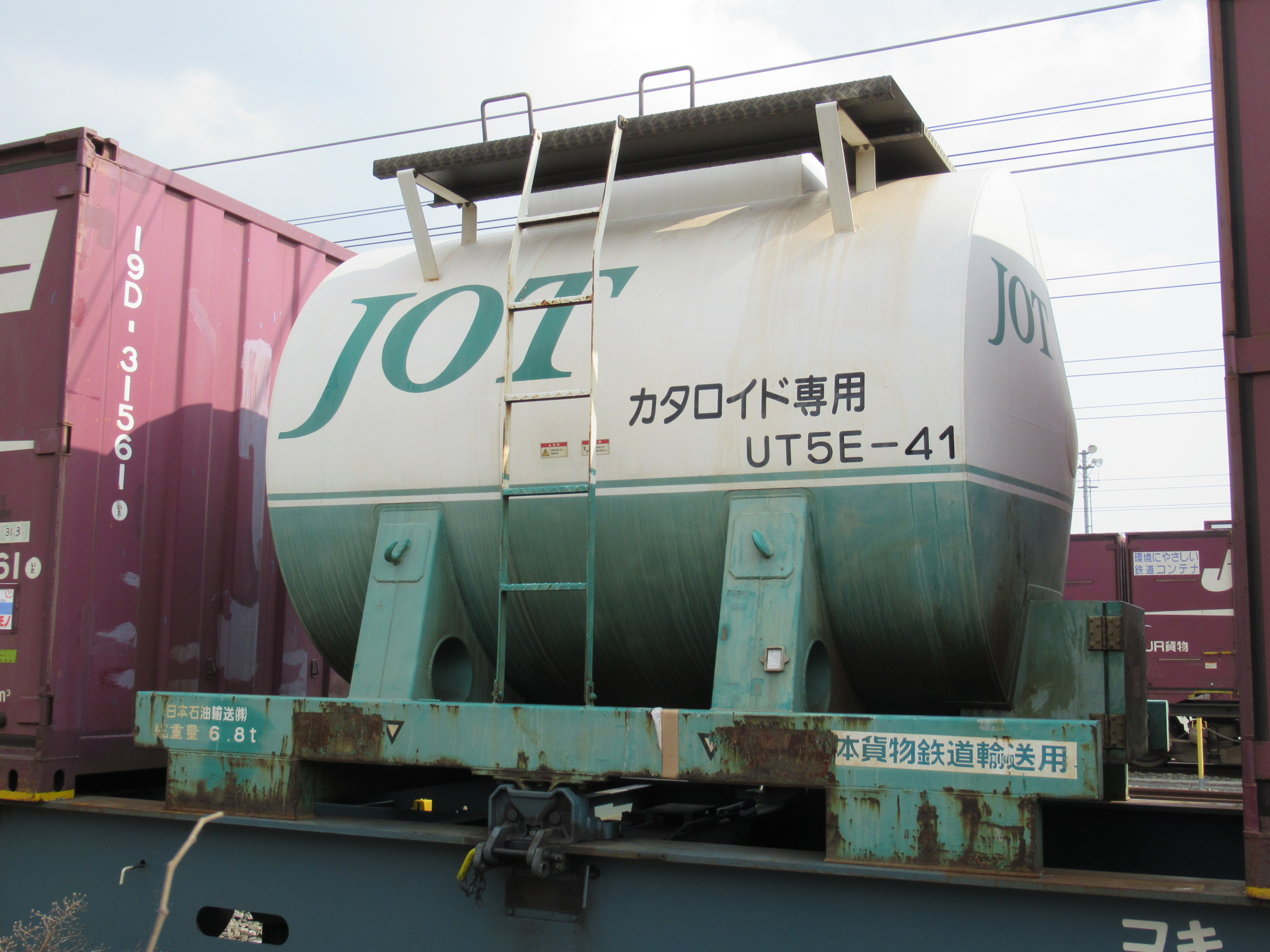
UT5E-41 日本石油輸送所有。
大阪／吹田貨物ターミナル（2019年2月16日撮影。）

UT5E形コンテナ（UT5Eがたコンテナ）は、日本貨物鉄道（JR貨物）輸送用として籍を編入している12ft私有コンテナ（タンクコンテナ）である。1996年度より製造された。
形式の数字部位 「 5 」は、コンテナの容積を元に決定される。このコンテナ容積5㎥の算出は、厳密には端数四捨五入計算の為に、内容積4.5 - 5.4㎥の間に属するコンテナが対象となる。また形式末尾のアルファベット一桁部位 「 E 」は、コンテナの使用用途（主たる目的）があらかじめ届け出ている複数種類の積荷であれば、輸送人の裁量で届け出ている範囲内で自由に積荷を選べる 「 非危険品の輸送（いわゆる普通品） 」を表す記号として、付与されている。

## 番台毎の概要

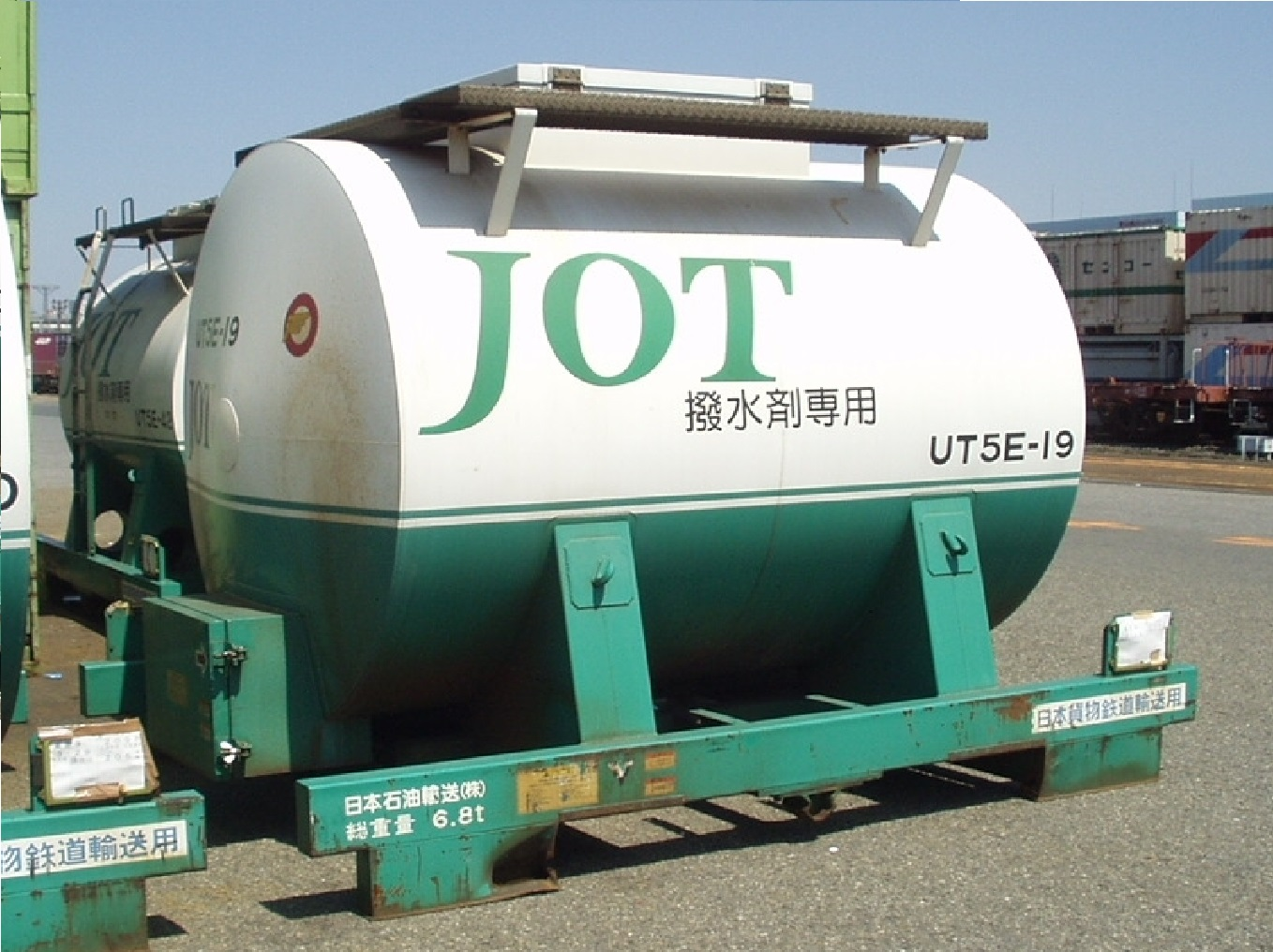
UT5E-19　 東京(タ)。 （2003年4月6日撮影。）

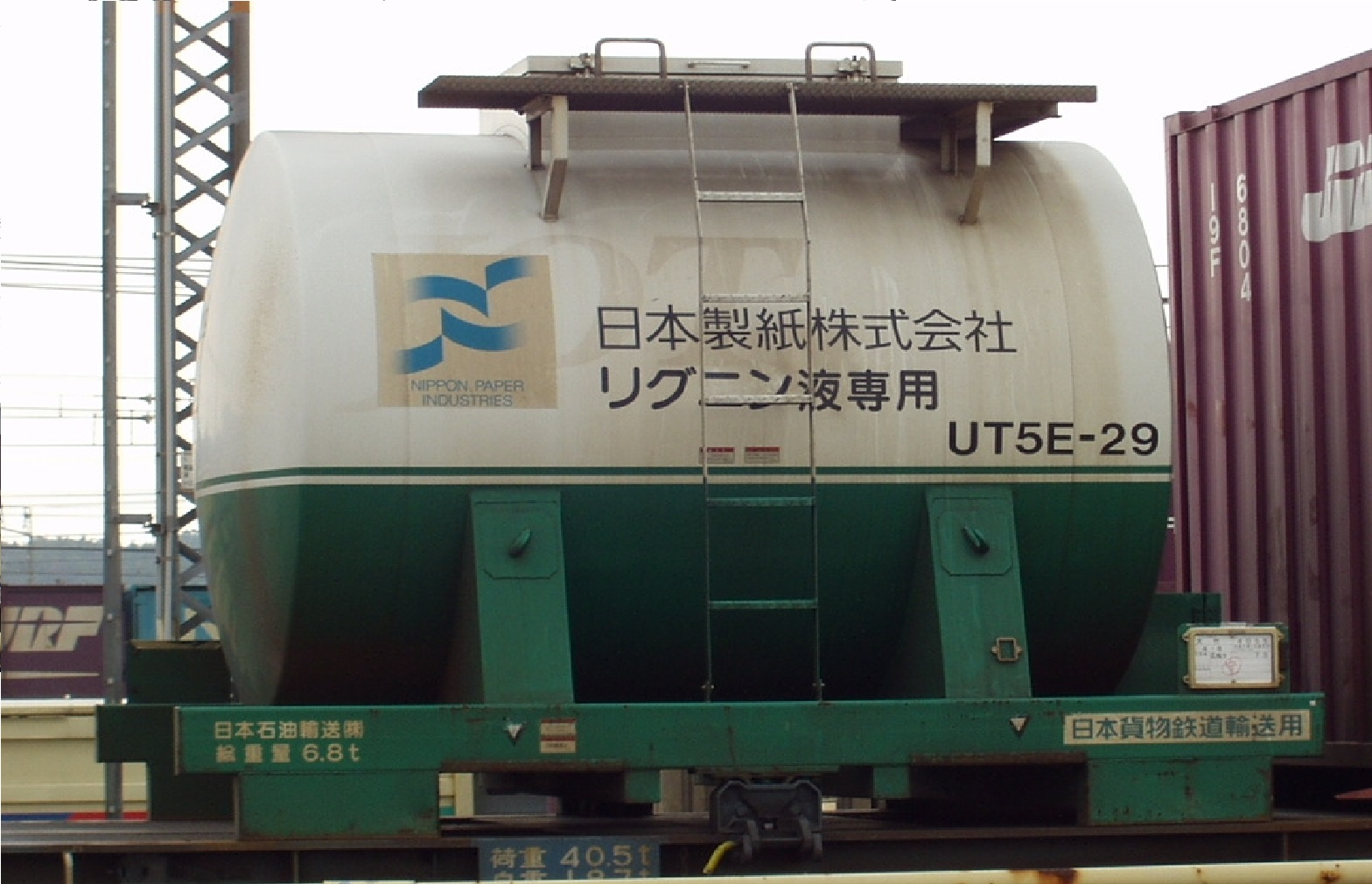
UT5E-29　旧、西岡山貨物駅。 （2003年4月9日撮影。）

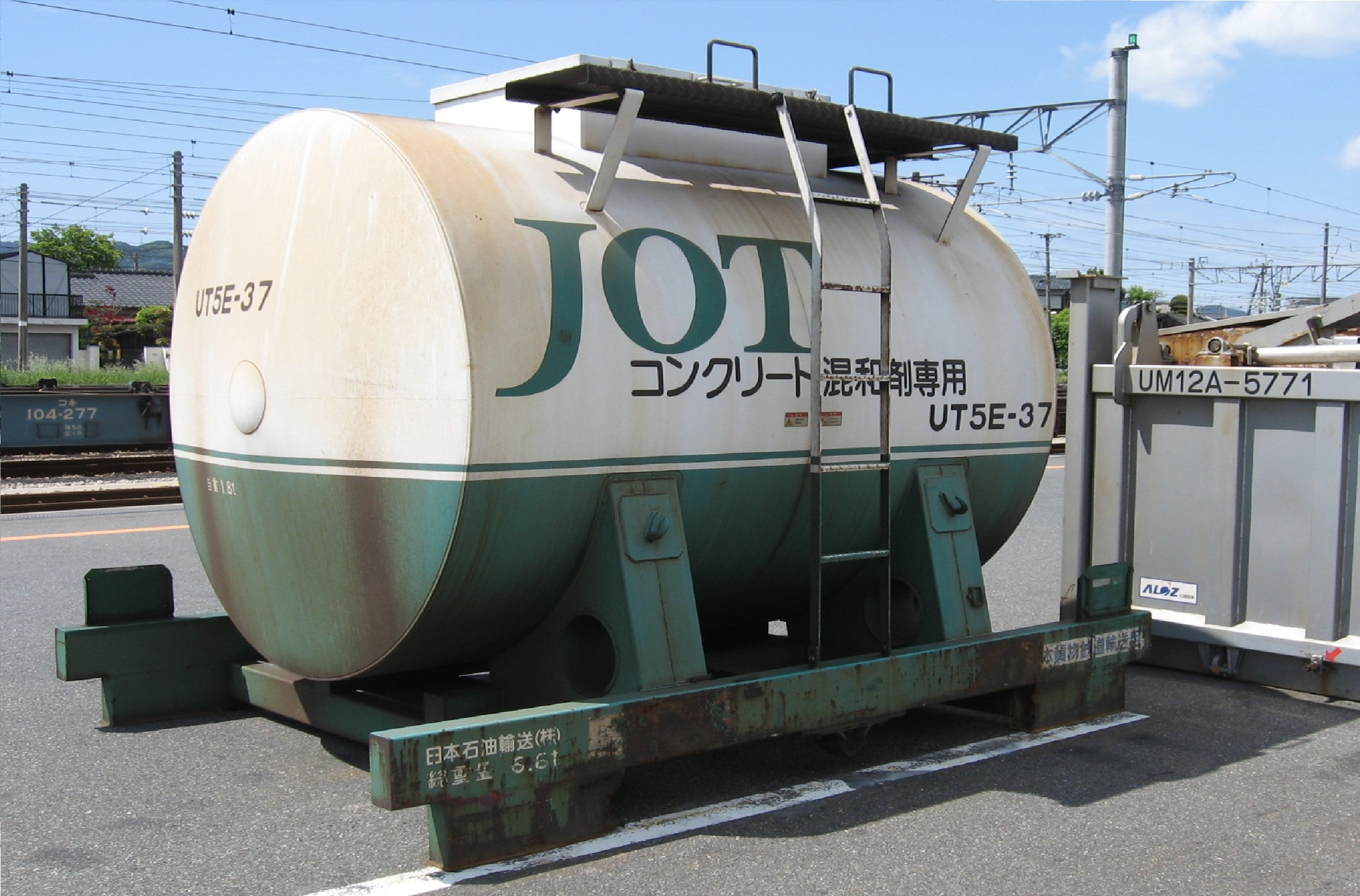
UT5E-37　佐賀／鳥栖(タ)。 （2009年5月5日撮影。）

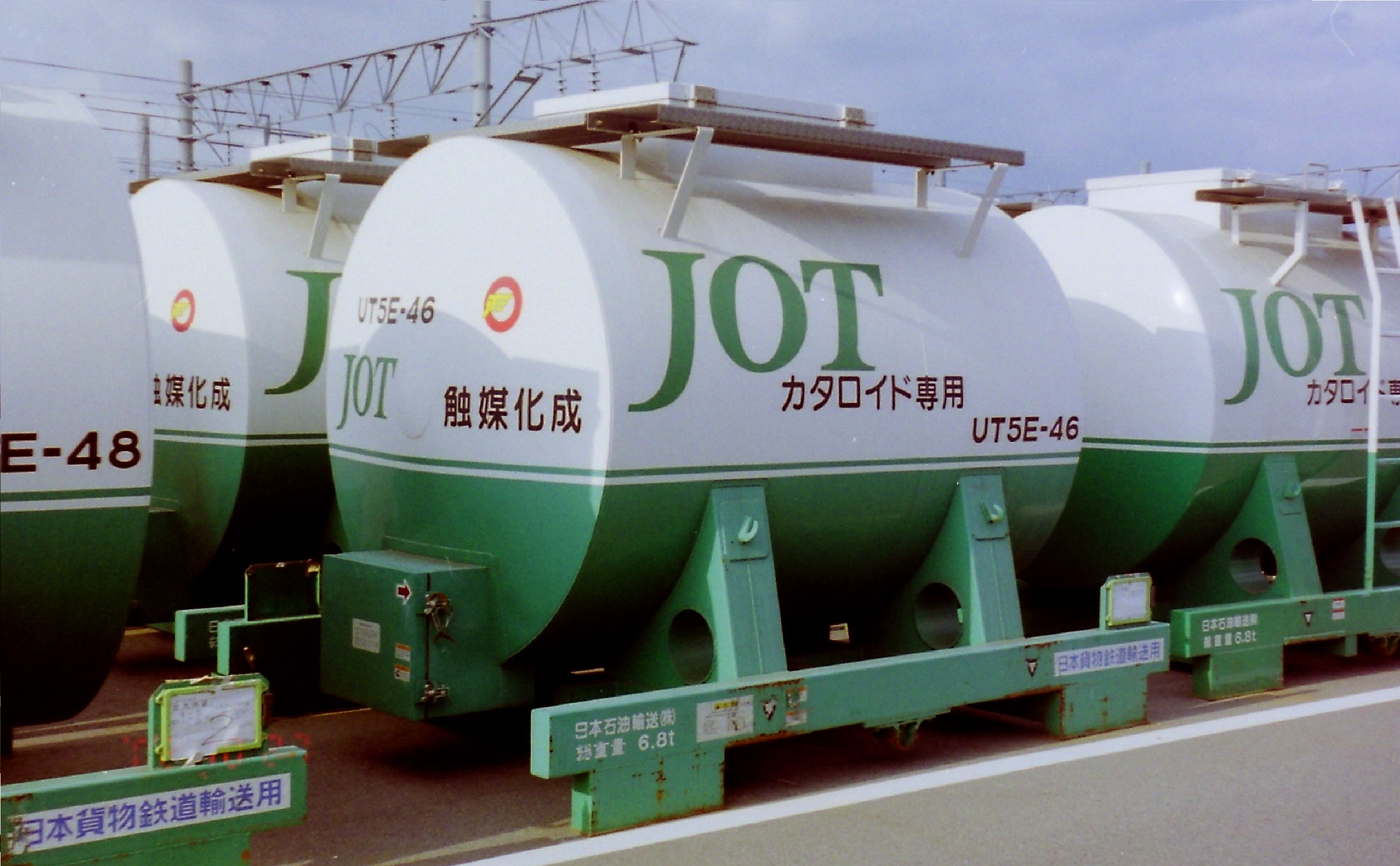
UT5E-46　福岡／北九州(タ)。 （2002年10月27日撮影。）

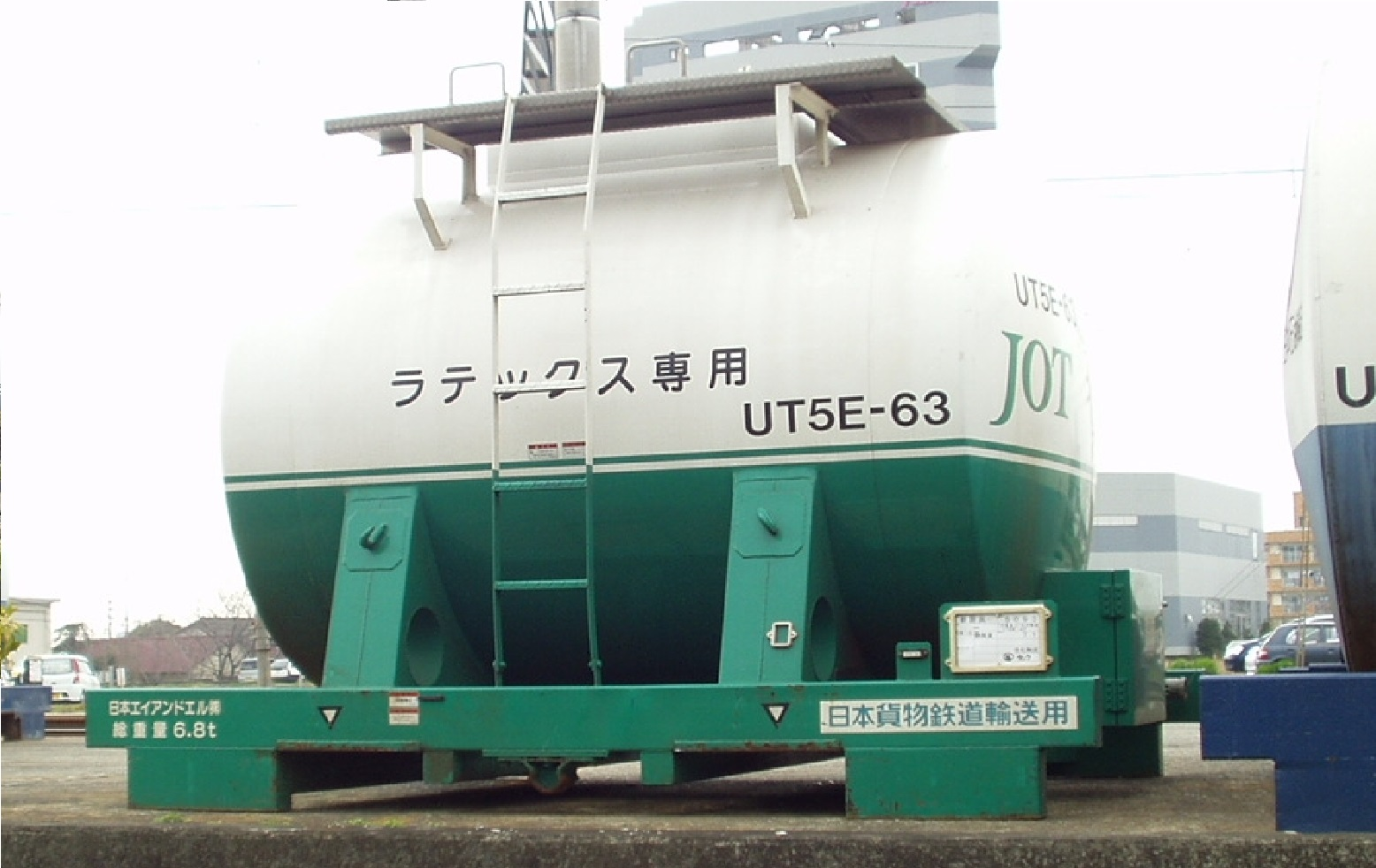
UT5E-63　愛媛／新居浜駅。 （2005年4月3日撮影。）

1 - 12
日本石油輸送所有。総重量6.8t。

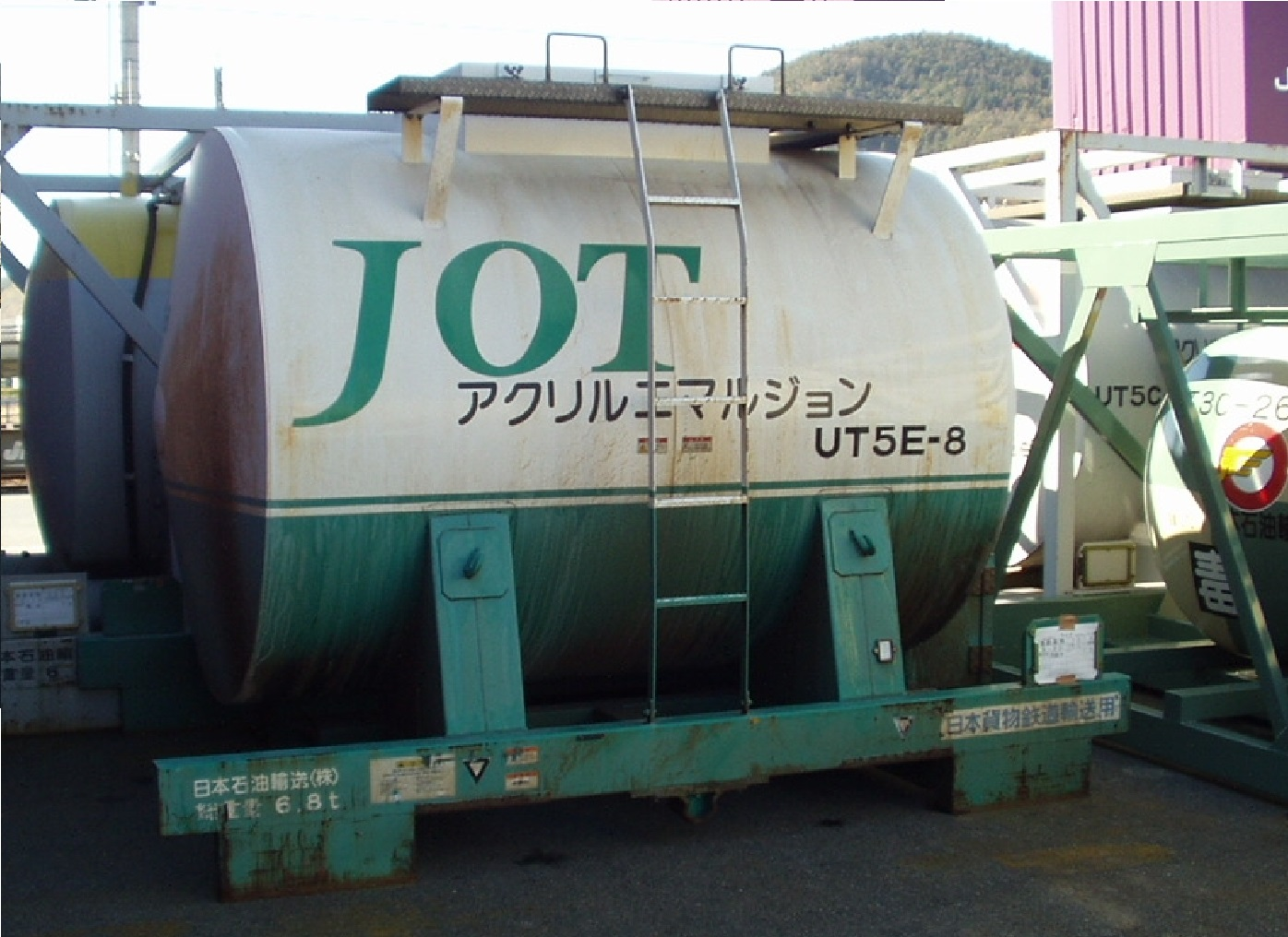
UT5E-8　兵庫／姫路貨物駅。 （2005年1月2日撮影。）

13
日本石油輸送所有、日本製紙借受。総重量6.8t。
14 - 25
日本石油輸送所有。総重量6.8t。
- UT5E-19　 東京(タ)。
（2003年4月6日撮影。）

26 -30
日本石油輸送所有、日本製紙借受。総重量6.8t。
- UT5E-29　旧、西岡山貨物駅。
（2003年4月9日撮影。）

31 - 35
日本石油輸送所有。総重量6.8t。

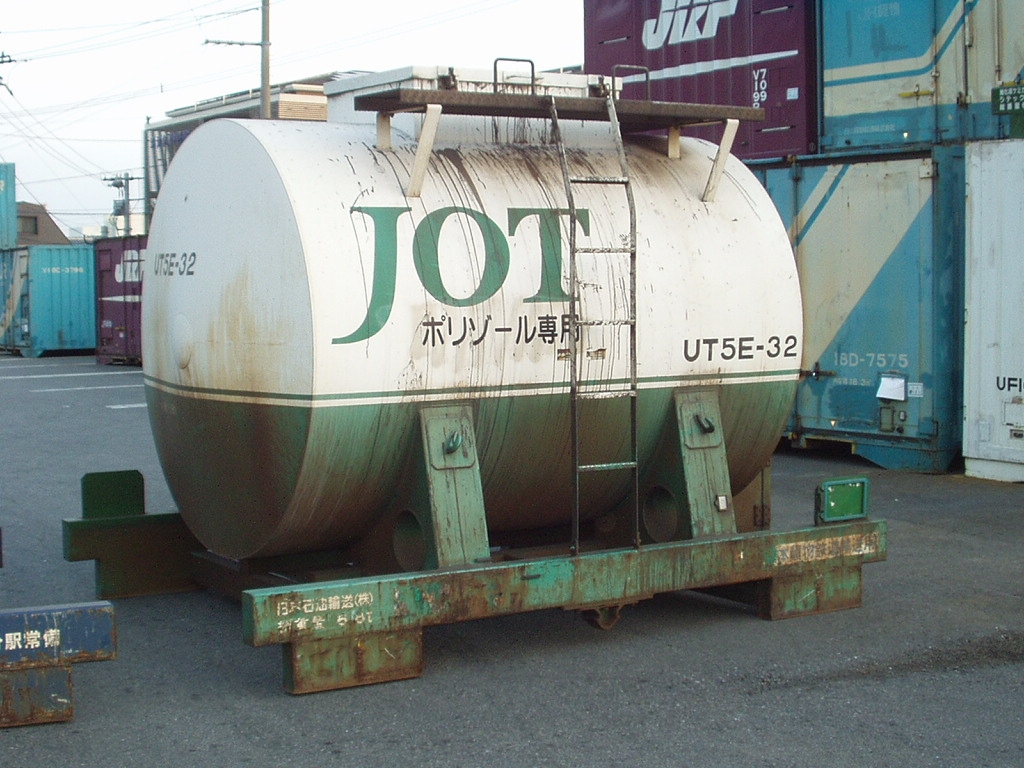
UT5E-32　西大分駅。 （2006年3月28日撮影。）

36
日本石油輸送所有、日本製紙借受。総重量6.8t。
37 - 40
日本石油輸送所有。総重量6.8t。
- UT5E-37　佐賀／鳥栖(タ)。
（2009年5月5日撮影。）

41 - 49
日本石油輸送所有、触媒化成借受。総重量6.8t。
- UT5E-46　福岡／北九州(タ)。
（2002年10月27日撮影。）

50 - 56
日本石油輸送所有。総重量6.8t。

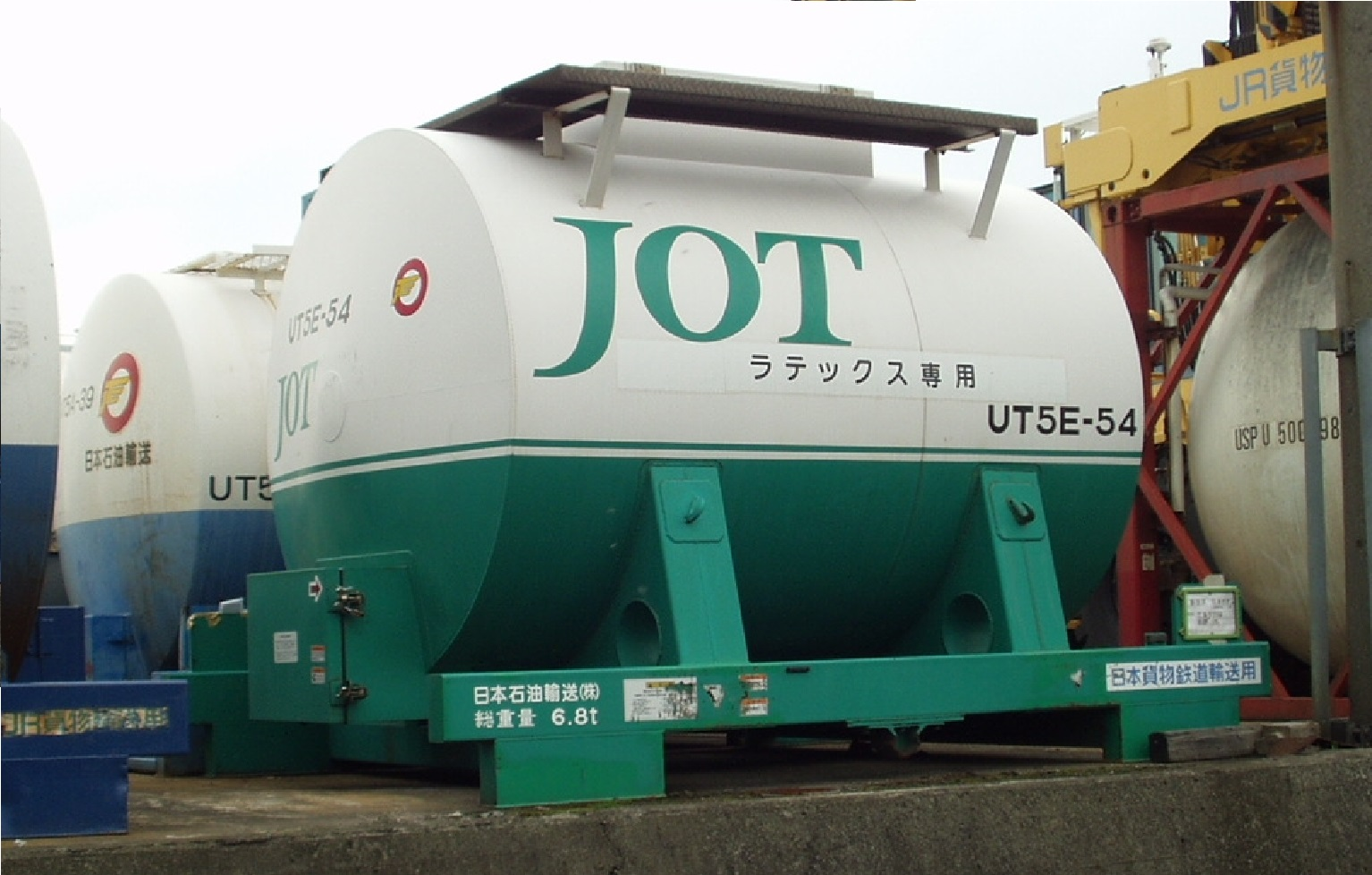
UT5E-54　愛媛／新居浜駅。 （2005年4月3日撮影。）
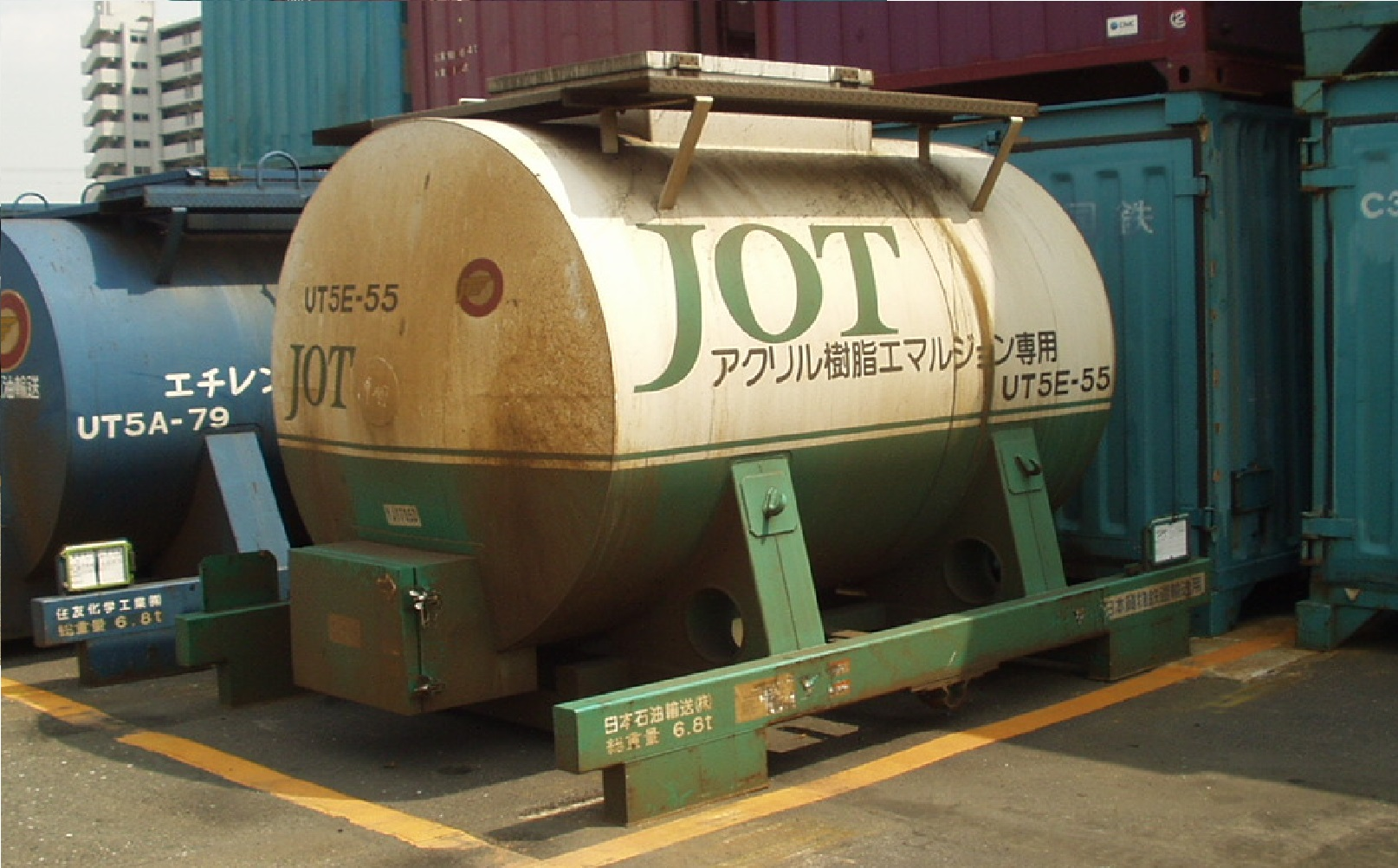
UT5E-55　福岡(タ)。 （2003年5月12日撮影。）

57・58
日本石油輸送所有、触媒化成借受。総重量6.8t。
59
日本石油輸送所有、日本製紙借受。総重量6.8t。
60
日本石油輸送所有。総重量6.8t。
61 - 63
日本石油輸送所有、日本エイアンドエル借受。総重量6.8t。
- UT5E-63　愛媛／新居浜駅。
（2005年4月3日撮影。）

64・65
日本石油輸送所有。総重量6.8t。
66
日本石油輸送所有、大日本インキ化学借受。総重量6.8t。
67 - 70
日本石油輸送所有。総重量6.8t。